# Pyrausta gazalis
Pyrausta gazalis là một loài bướm đêm trong họ Crambidae.